# Santo Domingo (Antioquia)
Santo Domingo is een gemeente in het Colombiaanse departement Antioquia. De gemeente telt 11.418 inwoners (2005).

## Externe link

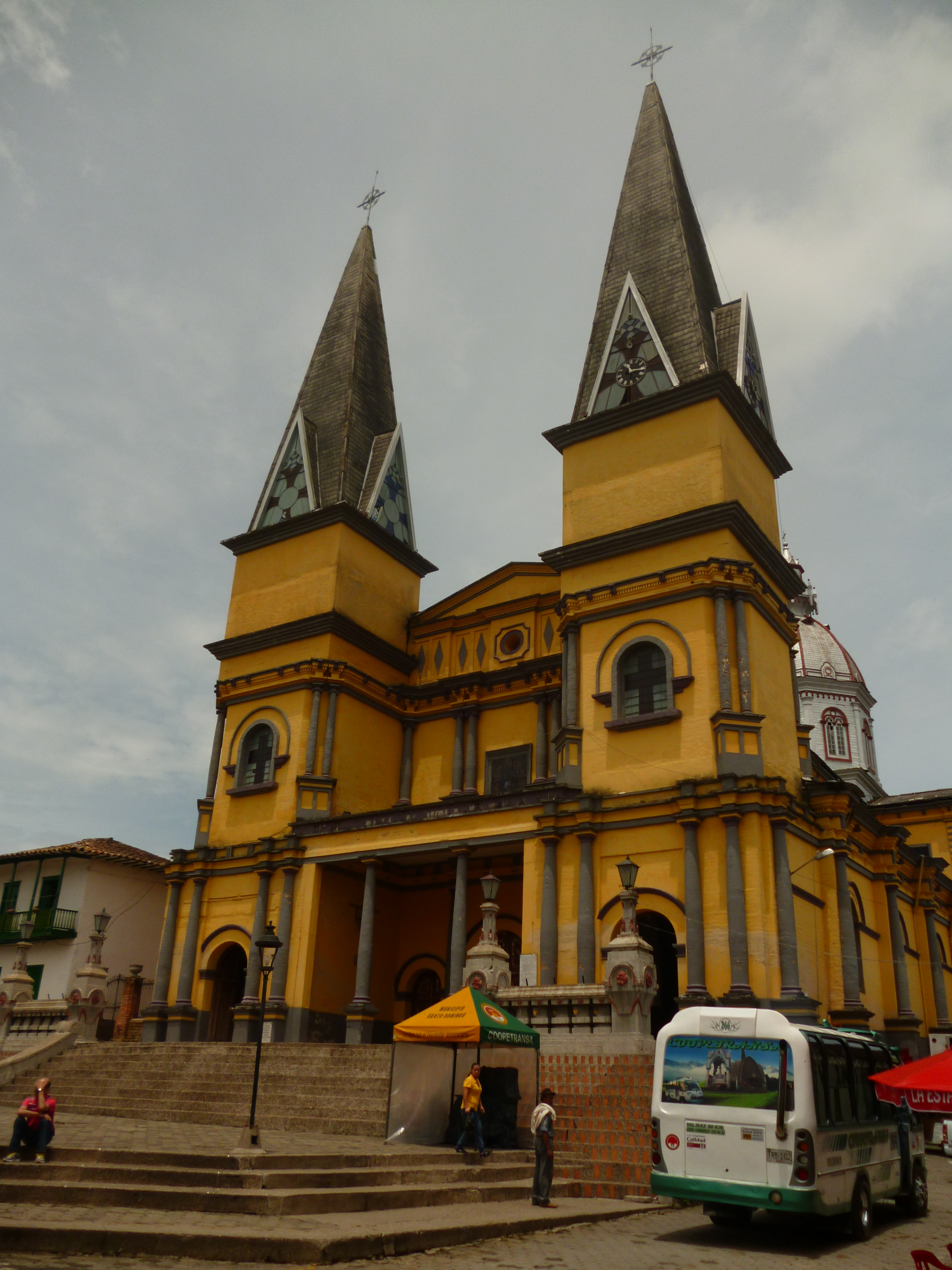
Kerk van Santo Domingo